# Молодіжна збірна Чорногорії з футболу
Молодіжна збірна Чорногорії з футболу — національна футбольна збірна Чорногорії гравців віком до 21 року (U-21), яка підпорядкована Футбольному союзу Чорногорії.

## Історія
Збірна Чорногорії наймолодша збірна на Балканах, яка дебютувала в європейських чемпіонатах 2009 року, до того чорногорці виступали за молодіжні збірні: Югославії (виступала під такою назвою до 2003) та Сербії і Чорногорії (виступала в 2003–2007).

## Чемпіонати Європи
| Рік   | Раунд                          | І  | В  | Н  | П  | МЗ  | МП  |
| ----- | ------------------------------ | -- | -- | -- | -- | --- | --- |
| 2009  | Кваліфікаційний груповий раунд | 8  | 2  | 2  | 4  | 5   | 12  |
| 2011  | Кваліфікаційний груповий раунд | 8  | 4  | 1  | 3  | 9   | 11  |
| 2013  | Кваліфікаційний груповий раунд | 8  | 3  | 2  | 3  | 14  | 8   |
| 2015  | Кваліфікаційний груповий раунд | 8  | 3  | 2  | 3  | 12  | 11  |
| 2017  | Кваліфікаційний груповий раунд | 10 | 4  | 4  | 2  | 13  | 11  |
| 2019  | Кваліфікаційний груповий раунд | 10 | 3  | 2  | 5  | 15  | 15  |
| 2021  | Кваліфікаційний груповий раунд | 10 | 2  | 1  | 7  | 11  | 13  |
| 2023  | Кваліфікаційний груповий раунд | 10 | 3  | 2  | 5  | 14  | 17  |
| 2025  | Кваліфікаційний груповий раунд | 10 | 2  | 1  | 7  | 8   | 19  |
| Разом | 0/9                            | 82 | 26 | 17 | 39 | 101 | 117 |